# Raïon de Prylouky
Le raïon de Prylouky (en ukrainien : Прилуцький район) est un raïon situé dans l'oblast de Tchernihiv en Ukraine. Son chef-lieu est Prylouky.
Avec la réforme administrative du 18 juillet 2020, le raïon est étendu aux dépens des raïons de Ichnia, Sribne, Talalaivka et Varva.

## Lieux d’intérêt
Le parc national d'Itchnia, le Monastère de la Sainte-Trinité de Goustynia.

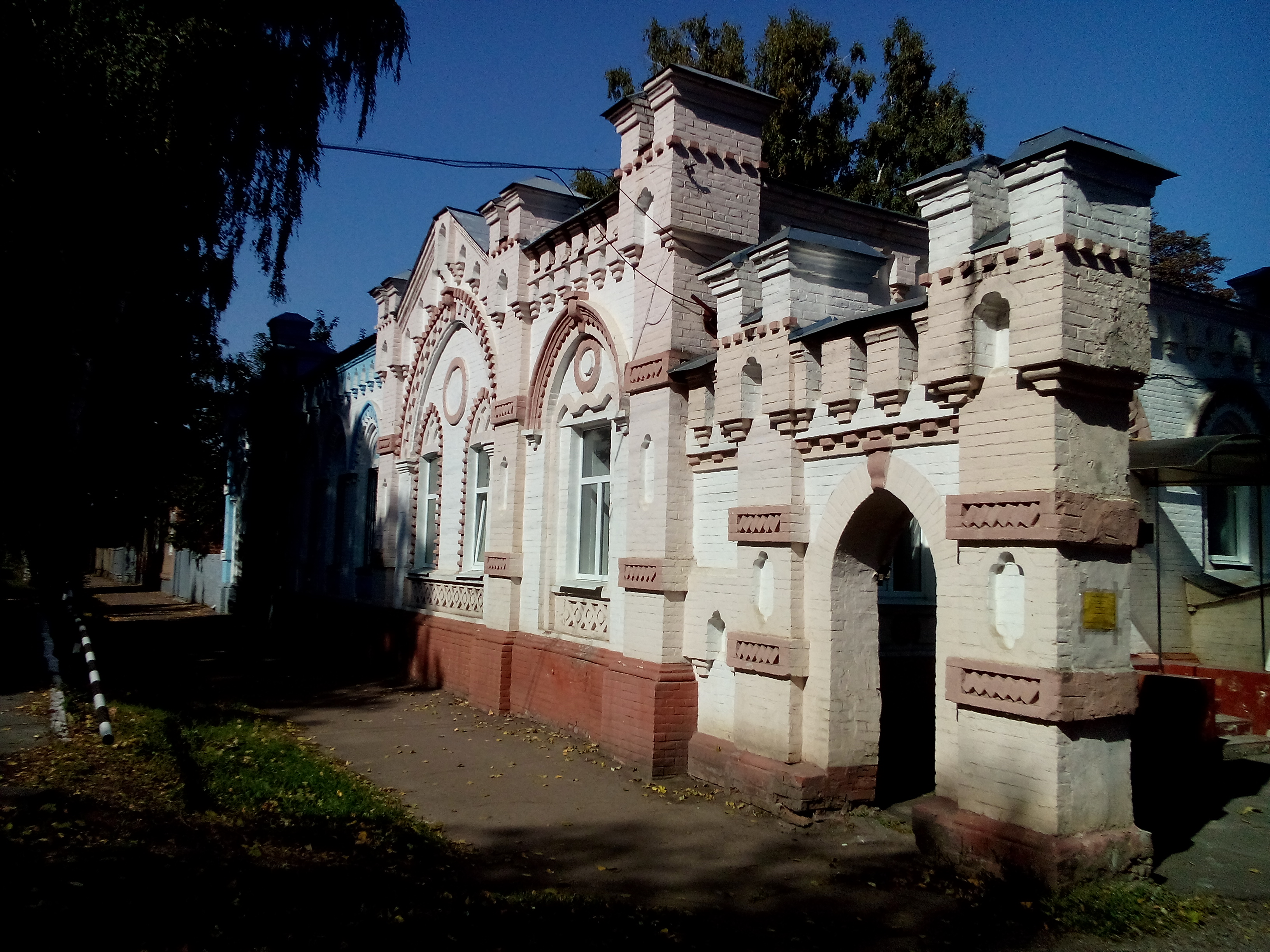
La maison de Tarnovsky, classée[1],
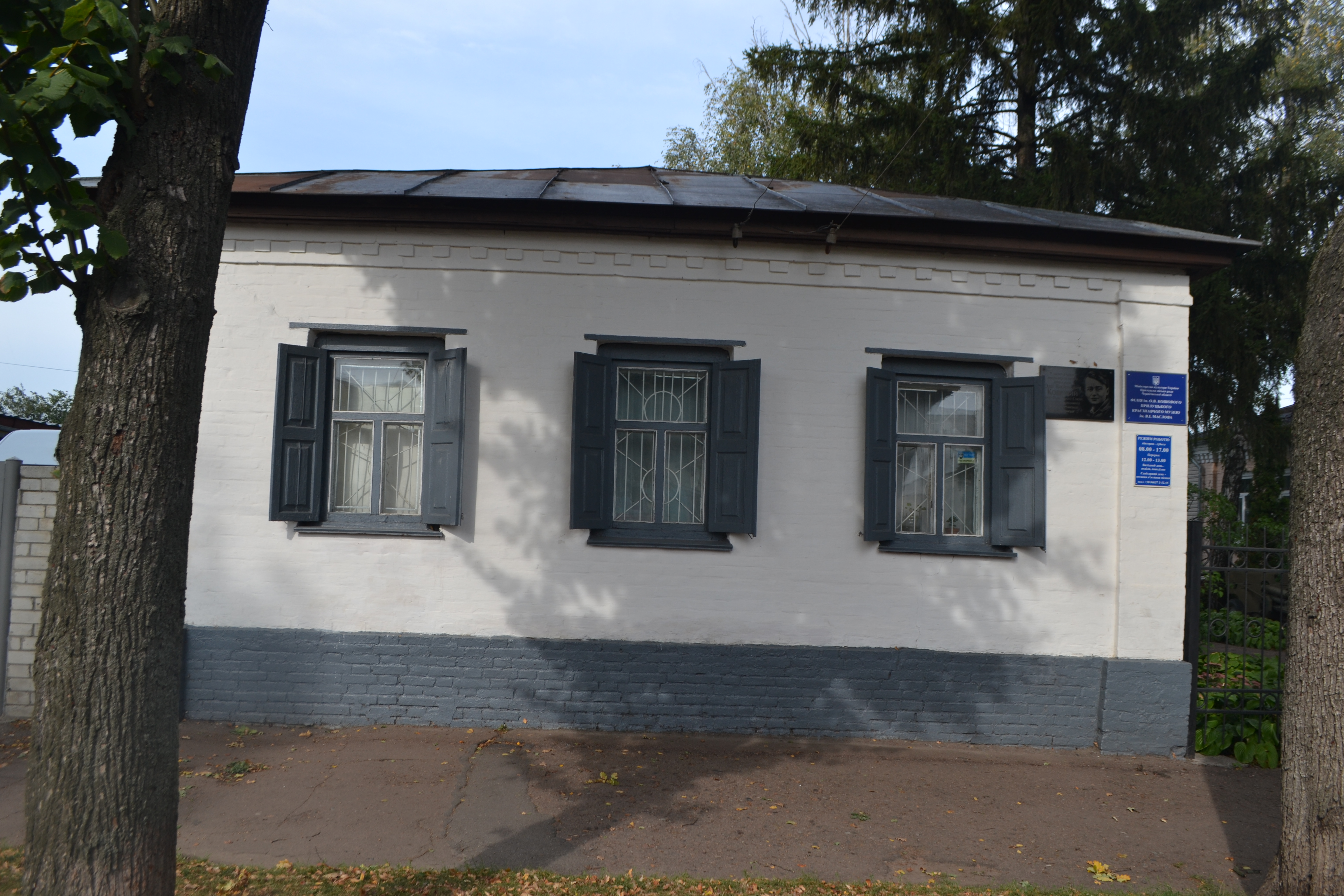
musée de Kochoviï, classé[2],
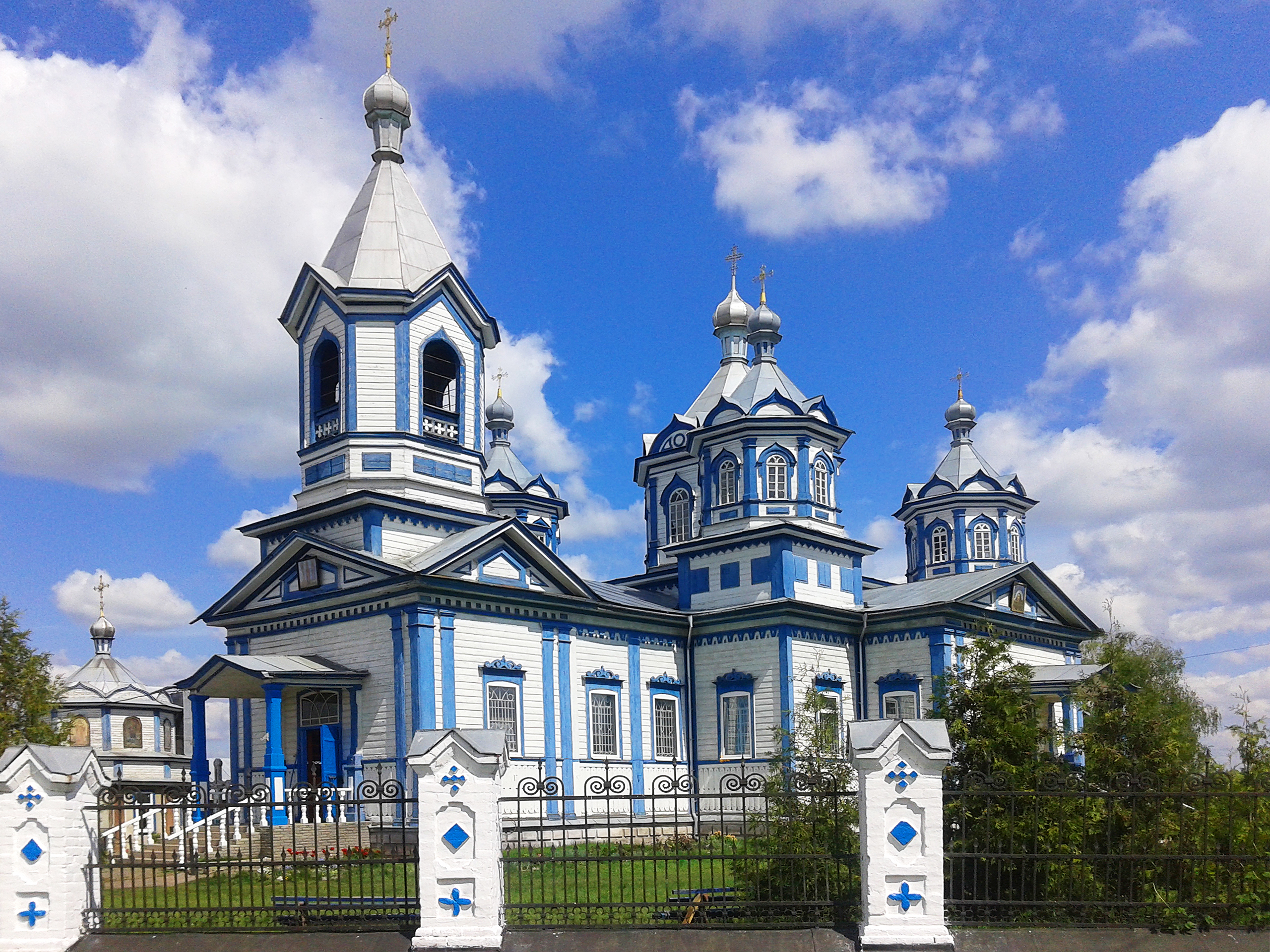
église de la Trinité, classée[3],
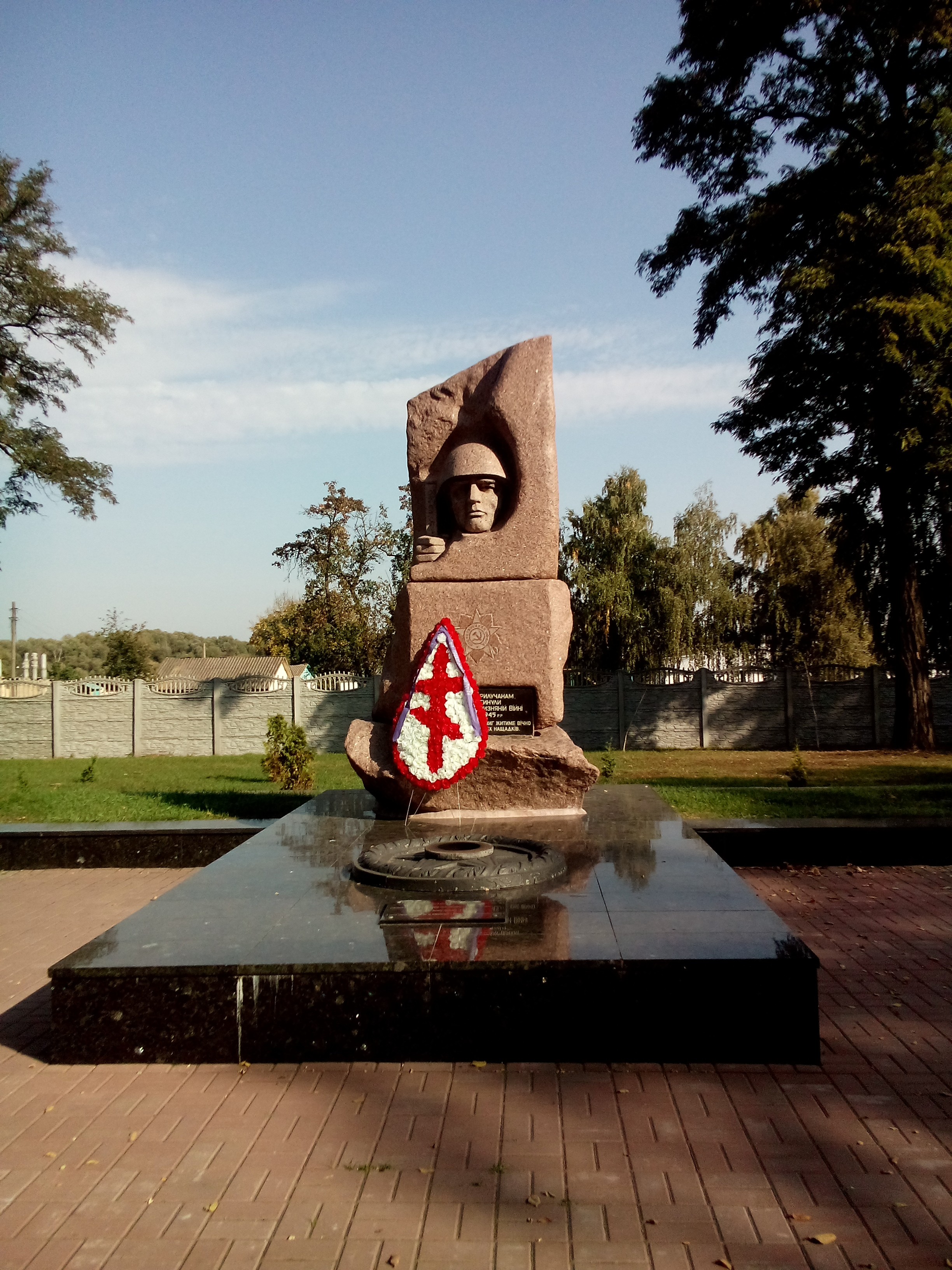
monument à la gloire éternelle, classé[4],
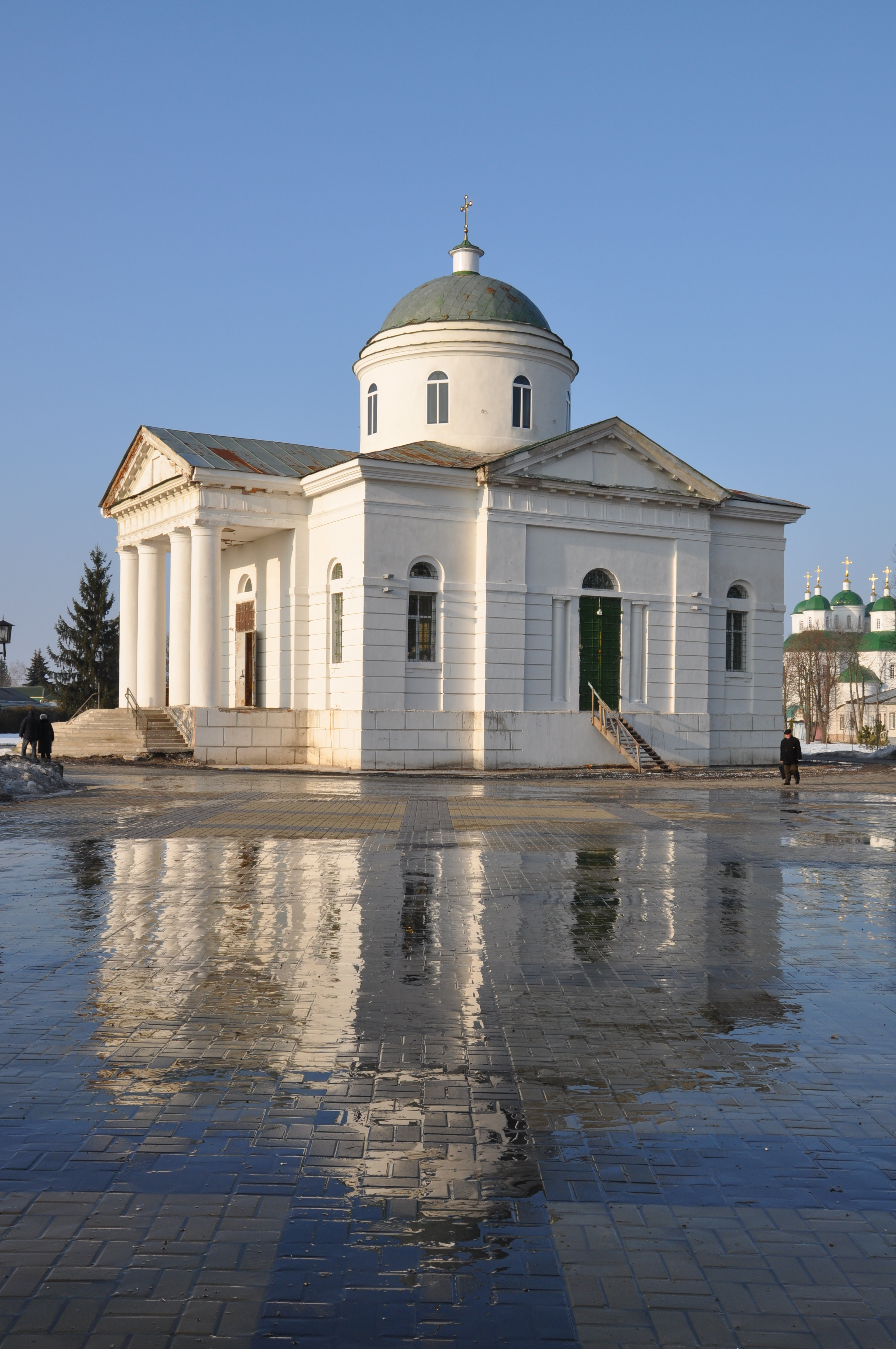
église de la nativité de Marie, classée[5], Prylouky,
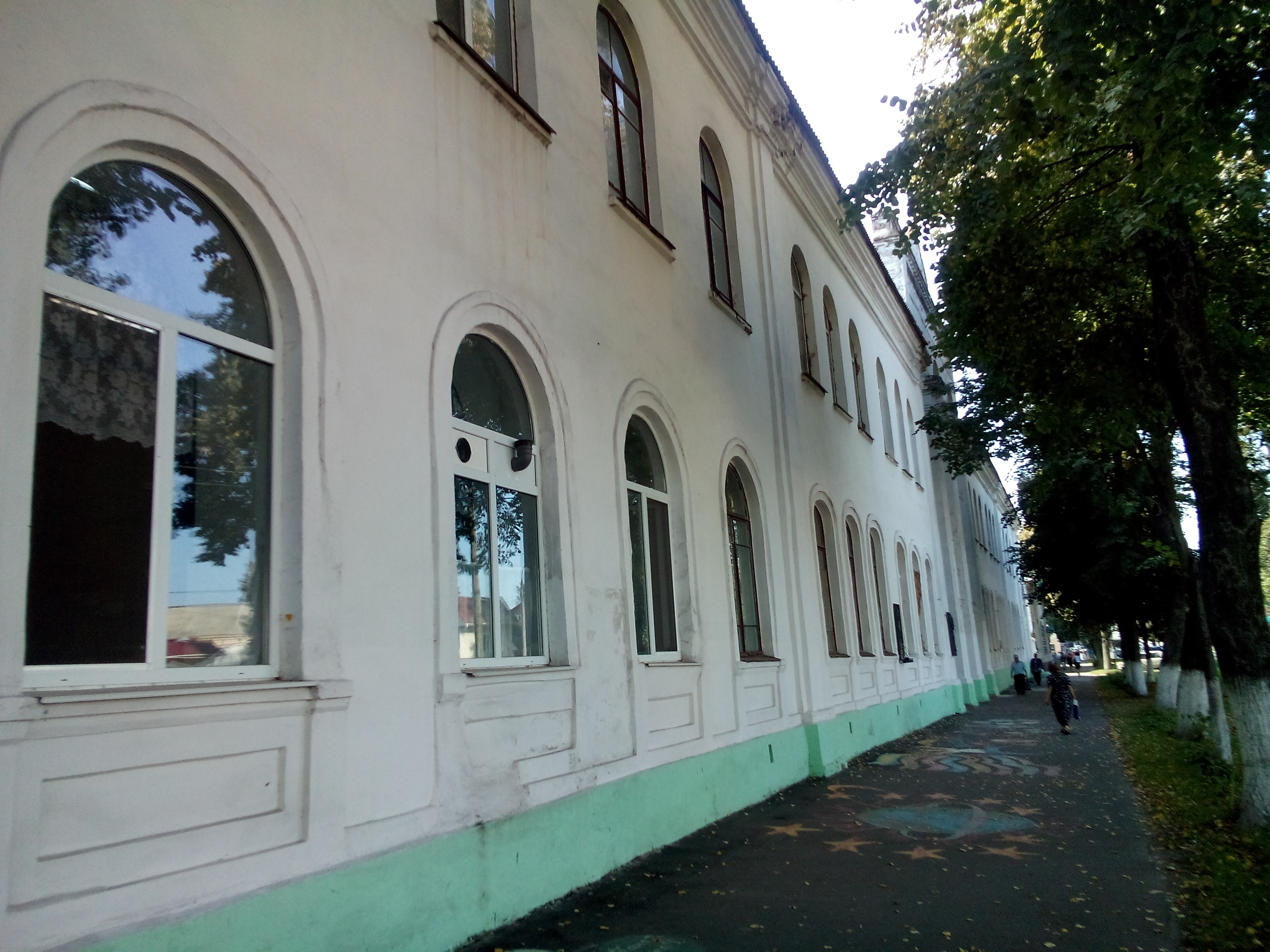
gymnasium, classé[6],
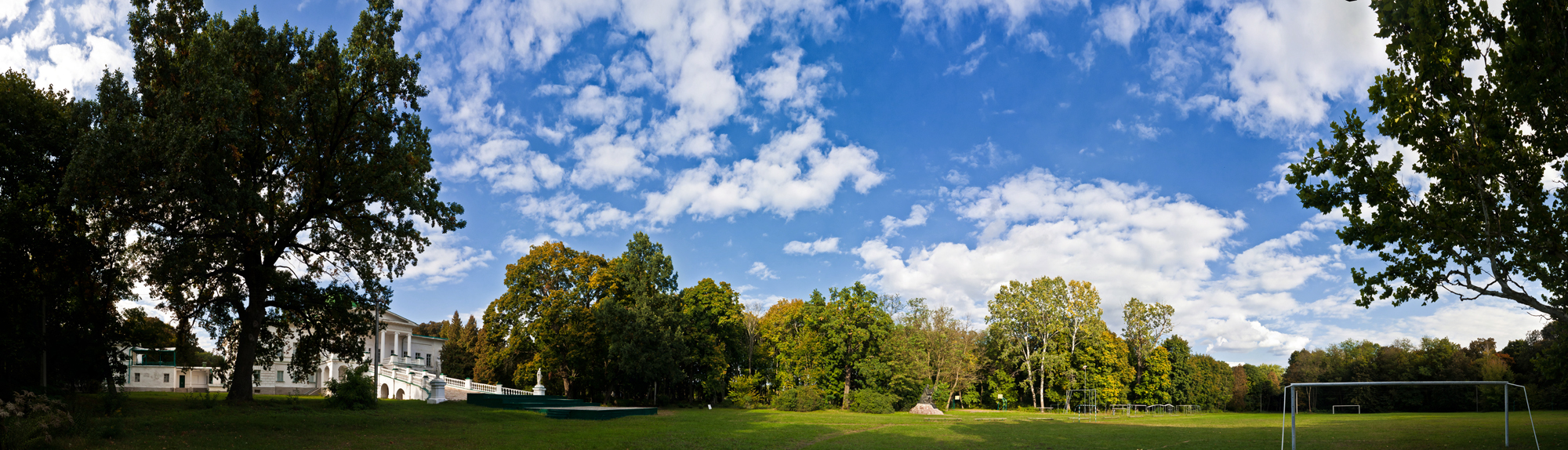
le domaine de Sokyryn classé[7] ;
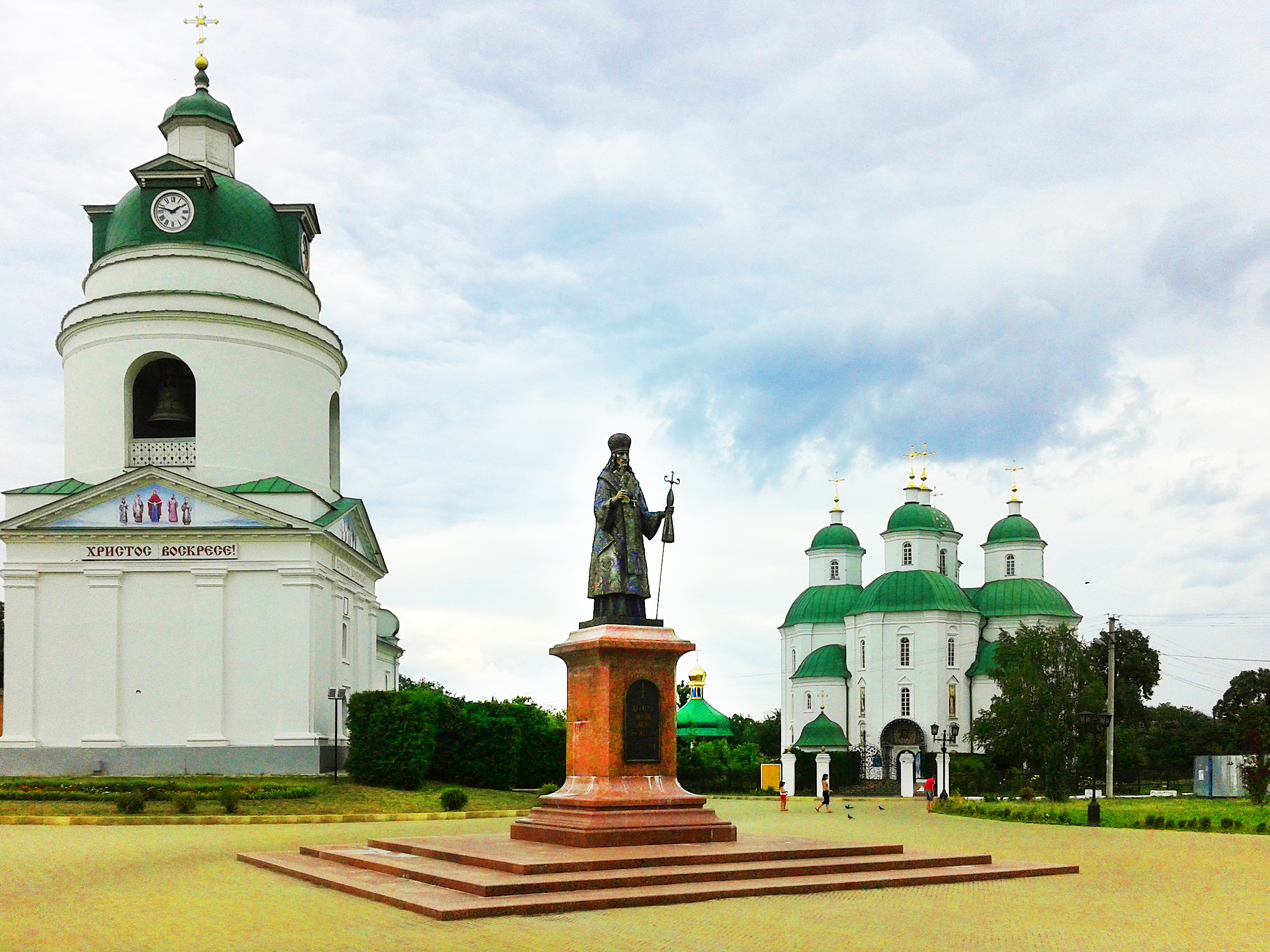
cathédrale de la Transfiguration[8], statue de Joseph de Belgorod[9] et église Saint-Nicolas, classés[10].